# ICONIC 2022
El iCONIC 2022 es un edificio polivalente de la Ciudad Deportiva de Doha, en Doha, Catar, Emiratos Árabes Unidos. 
Diseñado por el arquitecto Ibrahim M. Jaidah por encargo del jeque Nasser bin Hamad Al Thani. Está compuesto por cuatro bloques que forman un 2022, en honor a la fecha en que Doha acogió la Copa Mundial de Fútbol de 2022, en el cercano Estadio Internacional Khalifa,  ocupando 60.000 metros cuadrados.